# Печера (Закарпатская область)
Печера (укр. Печера, до 2024 года — Пещера) — село в Солотвинской поселковой общине Тячевского района Закарпатской области Украины.
Население по переписи 2001 года составляло 104 человека. Почтовый индекс — 90571. Телефонный код — 3134. Код КОАТУУ — 2124482402.